# Combinator
Combinator e uno dei moduli che compongono il rack virtuale di Reason.
È stato introdotto a partire dalla versione 3.0 e riproposto nella versione 4.0 con piccole modifiche.

## Funzioni

### "Combinazione" dei devices
Combinator è un device che permette di creare a tutti gli effetti un "rack nel rack". All'interno del Combinator è possibile creare, cancellare, collegare e operare sui device così come se fossero nel rack vero e proprio. Questo permette un'ottima razionalizzazione del lavoro all'interno del rack. Inoltre, una volta creata una configurazione, è possibile richiamarla ogni volta grazie alla possibilità di salvarla attraverso patch con estensione .cmb, dove non è salvata solo la struttura del rack, ma anche la configurazione dei parametri di ciascun device.

### I controlli
Sul pannello anteriore di Combinator sono presenti 8 controlli: 4 knobs, nel programma chiamati Rotary 1-2-3-4 e 4 pulsanti, button 1-2-3-4 (N.B: i controlli sono rinominabili): ciascuno di essi è utilizzato per poter essere assegnato a uno o più parametri appartenenti ai device contenuti nel combinator. Ad esempio, mettendo caso che all'interno del nostro Combinator ci siano un Subtractor e un RV7000: è possibile assegnare la frequenza di taglio del filtro del synth e il tempo di decadimento del riverbero al rotary 1: girando quest'ultimo verso il massimo (che è sempre verso il fine corsa destro) è possibile aumentare contemporaneamente la frequenza di taglio e il "decay" del reverb. In realtà il meccanismo può diventare più complesso attraverso i settaggio dei valori "min" e "max" di ciascun parametro controllato: attraverso questi due valori è possibile impostare il valore minimo associato alla posizione iniziale, e quello massimo associato al fine corsa del controllo di combinator. in questo modo è possibile anche invertire il controllo del parametro. Tornando all'esempio fatto in precedenza, si potrebbero impostare i valori min e max in modo che ruotando il rotary 1 in senso orario si possa aumentare il decay dell'RV7000 mentre si riduce la frequenza di taglio del filtro del Subtractor. 

Questa funzione da maggiore potenza al Combinator perché apre all'utente possibilità virtualmente infinite, soprattutto sfruttando l'autmoation degli 8 controlli. C'è da aggiungere che i controlli possono effettivamente considerarsi 14: oltre ai 4 knobs e 4 pulsanti, anche le ruote del pitch bend e modulation (presenti in tutti i device) e i controlli MIDI Breath Control, Expression, Sustain Pedal, Aftertouch.

### Flusso audio e CV
Combinator presenta due coppie di ingressi e uscite audio, entrambe con canali stereo. Tuttavia esso è "trasparente", cioè non è in grado di generare o processare suoni di per sé, e suddetti i collegamenti servono poter portare segnale audio verso l'interno e verso l'esterno del rack contenuto in Combinator. l'audio in entrata nella coppia di jack Combi input passa direttamente verso l'uscita to device alla quale è collegato il primo device della catena interna a Combinator. Per portare audio all'esterno bisogna collegare il device valle della catena all'ingresso from device collegato a combi out.
I collegamenti CV invece sono solo in ingresso. A parte i classici ingressi Gate e CV presenti in tutti i device, Combinator conta 8 ingressi che permettono di controllare ciascuno degli 8 controlli.

### Flusso MIDI
Combinator, pur non essendo un vero e proprio generatore o processore di suoni, accetta dati MIDI provenienti dal sequencer. Questi vengono mandati in ingresso a tutti i device all'interno del Combinator, che in questa modalità di utilizzo può essere considerato come uno strumento a sé stante, indipendente dai synth e gli effetti che contiene. È anche possibile fare del layering: in pratica si può assegnare ogni zona della tastiera del sequencer ad uno solo o una parte dei device. Ad esempio, creando nel combinator due Subtractor che chiameremo "S1" e "S2", attraverso il pannello di Combinator si può far sì che suonando le note della prima ottava si suoni S1, con le note della seconda ottava più il do e il re della successiva si suoni S2, e per e restanti note entrambi i devices, come da default. 

Oltre a questa funzione, a partire dalla version 4.0 è possibile fare assegnazioni specifiche device per devie non solo per le note ma anche per i controlli MIDI come velocity, aftertouch ecc.

## Il device

### Pannello anteriore
1. Pitch e modulation wheel: : è presente in tutti i device; serve per cambiare in maniera momentanea rispettivamente il pitch o un parametro a scelta, il tutto impostabile nel programmer

1. Pulsanti funzione:

- run pattern devices: fa partire la riproduzione di device contenuti nel Combinator che hanno il pattern sequencer come Redrum, RPG-8 ecc.
- bypass all FX: mette in stato di bypass gli effetti contenuti nel Combinator
- show programmer: apre il programmer (v.sotto)
- show devices: "apre" e "chiude" il combinator permettendo di mostrare e nascondere i device contenuti

1. Pannello di caricamento, selezione e salvataggio delle patch

1. Controlli: 4 knobs e 4 pulsanti assegnabili ai parametri dei device interni al Combinator. Le assegnazioni vengono fatte all'interno del programmer

1. Il "rack": tutti i device presenti all'interno di Combinator. Si creano, cancellano, impostano e collegano nella maniera tradizionale di Reason.

### Pannello posteriore
1. Combi input: ingresso audio di Combinator, il segnale immesso in questo input "esce" nell'output to devices.

1. Combi output: uscita che utilizzabile per collegare Combinator con device esterni. L'uscita è collegata in parallelo con l'ingresso From Devices. Tuttavia per portare il segnale al di fuori di Combinator è possibile anche utilizzare direttamente le uscite dei device al suo interno.

1. To devices e From devices: portano il segnale dell'ingresso e dell'uscita all'interno del rack contenuto nel Combinator.

1. Ingressi CV: tramite questi ingressi è possibile controllare la modulation wheel, la ruota del pitch bend e i 4 potenziometri assegnabili.

1. Sequencer Control: Presenti in tutti i device, consentono il controllo del Combinator attraverso strumenti come Matrix

1. Pulsanti: hanno le stesse funzioni degli omonimi presenti sul pannello anteriore

## Utilizzo
Con queste premesse è facile capire che la maggiore caratteristica di Combinator è la sua versatilità: molteplici sono gli usi a cui lo si può destinare, alcuni più semplici come il semplice raggruppamento di vari device in uno solo oppure per creare letteralmente degli strumenti esclusivi e personalizzati, da salvare, riutilizzare e condividere.

## Altre funzionalità
- per poter distinguere un Combinator dall'altro, ma anche per utilità estetica, è possibile personalizzare la facciata anteriore caricando un'immagine JPG o GIF. con Reason viene fornito anche un file PSD da modificare con Photoshop per creare nuovi sfondi.